# Arthurdendyus testaceus
Arthurdendyus testaceus är en plattmaskart som först beskrevs av Hutton 1880.  Arthurdendyus testaceus ingår i släktet Arthurdendyus och familjen Geoplanidae. Inga underarter finns listade i Catalogue of Life.